# Richard Tarnas

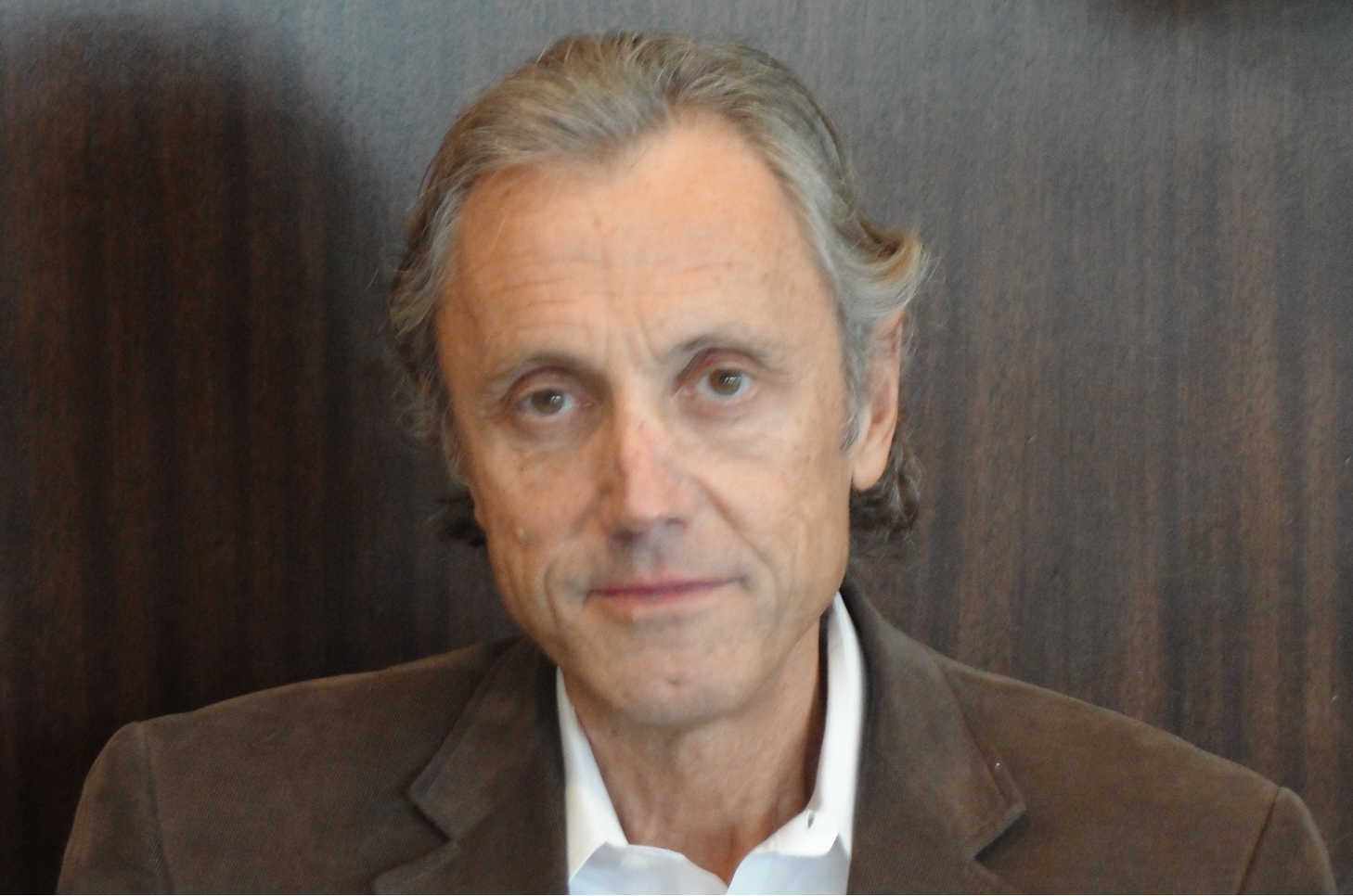
Richard Tarnas

Richard Tarnas (* 21. Februar 1950 in Genf, Schweiz) ist Professor für Philosophie und Psychologie am California Institute of Integral Studies in San Francisco und Leiter des Bereichs Philosophie, Kosmologie und Bewusstsein. Am Pacifica Graduate Institute in Santa Barbara lehrt er klinische Psychologie und Tiefenpsychologie.

## Werdegang
Tarnas schloss 1972 sein Studium an der Harvard University ab. Er promovierte 1976 am Saybrook Institute. Er beschäftigt sich unter anderem mit den Zusammenhängen zwischen Psychologie und Astrologie.
Sein Buch Idee und Leidenschaft: Die Wege des westlichen Denkens, in dem er sich mit der Entwicklung der westlichen Weltauffassung auseinandersetzt, war ein Bestseller. Es wurde von Dietrich Schwanitz in seinem Buch Bildung. Alles, was man wissen muß unter der Rubrik "Bücher zum Weiterlesen" zur weiteren Lektüre und Vertiefung empfohlen (S. 519).

## Bibliographie
- Prometheus the Awakener 1996 (dt. Uranus und Prometheus: Ein Versuch über die archetypische Bedeutung des Planeten Uranus ISBN 3-905255-03-0)
- The Passion of the Western Mind 1991 (dt.: Idee und Leidenschaft: Die Wege des westlichen Denkens ISBN 3-423-30715-3)
- Die Psychologie der Zukunft. Erfahrungen der modernen Bewusstseinsforschung, mit Stanislav Grof, 2002, ISBN 3907029763
- Cosmos and Psyche. Intimations of a New World View. Plume, 2007, ISBN 978-0452288591